# Characodoma longitudinale
Characodoma longitudinale är en mossdjursart som först beskrevs av Harmer 1957.  Characodoma longitudinale ingår i släktet Characodoma och familjen Cleidochasmatidae. Inga underarter finns listade i Catalogue of Life.